# Dani Dayan

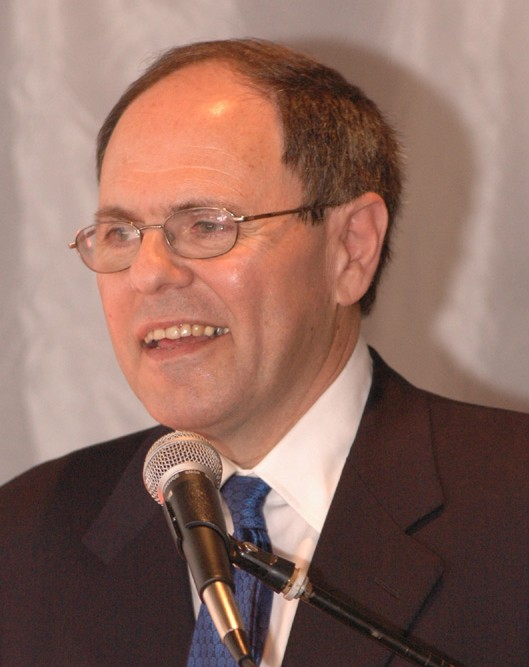
Dani Dayan (2006)

Daniel „Dani“ Dayan (hebräisch דניאל (דני) דיין; geboren am 29. November 1955 in Buenos Aires) ist ein in Argentinien geborener israelischer Unternehmer, Politiker und Staatsbeamter. Er steht der Siedlerbewegung nahe. Seit 2021 ist er Vorsitzender von Yad Vashem.

## Herkunft und Bildung
Dani (eigentlich Daniel) Dayan wurde in Buenos Aires, Argentinien, geboren. 1971, als er 15 Jahre alt war, wanderte er mit seiner Familie nach Israel ein und ließ sich in Yad Eliyahuim, einem Stadtteil im Osten von Tel Aviv, nieder. Dayan verbrachte 7,5 Jahre in der israelischen Armee. An der Bar-Ilan-Universität erwarb er einen Bachelor of Science (B.Sc.) in Wirtschaftswissenschaften und Informatik und an der Universität Tel Aviv erwarb er den Master of Science (M.Sc.) für Finanzen. Bei den israelischen Verteidigungsstreitkräften (englisch Israel Defense Forces, kurz: IDF) ist Dayan Major der Reserve. Obwohl er eine Schlüsselfigur in der weitgehend religiösen Siedlungsbewegung ist, ist Dayan ein „Hiloni“ wenn auch kein Atheist. Er lebt in Ma'ale Shomron, einer israelischen Siedlung im Westjordanland.

## Berufliche Karriere
Im Jahr 1982 gründete er das Informationstechnik-Unternehmen „Elad Systems“, das er zunächst als CEO und später als Vorsitzender leitete, bis er 2005 seine Anteile an dem Unternehmen verkaufte. Er investiert weiterhin in High-Tech-Unternehmen und ist Dozent an der Universität Ariel.

## Politische Karriere
Dayan war Generalsekretär der Techija-Partei (hebräisch תחיה, Wiederbelebung) und kandidierte bei den  israelischen Parlamentswahlen von 1988 und 1992 auf deren Liste für die Knesset. Dayan war 8 Jahre lang Mitglied des Exekutivausschusses des Jescha-Rats, bevor er am 13. Juli 2007 zum Vorsitzenden gewählt wurde. Als Vorsitzender führte er den Kampf der Siedler gegen den Siedlungsstopp im Westjordanland im Jahr 2010 an. Nach seiner Wahl begann Dayan, den Rat in eine effektive politische Lobby, nach dem Vorbild amerikanischer politischer Lobbys, umzuwandeln. 2013 trat er zurück, schuf sich aber gleichzeitig einen neuen Posten als das ausländische Gesicht der Siedlerbewegung.
Bei den Wahlen im März 2015 versuchte er auf der Liste des „Jüdischen Heims“, HaBajit haJehudi (hebräisch הַבַּיִת הַיְּהוּדִי) für die Knesset zu kandidieren, wurde jedoch nicht gewählt. Bei den israelischen Parlamentswahlen 2021 wurde er auf den elften Platz der Liste der Partei die Neue Hoffnung (hebräisch תקווה חדשה „Tikwa Chadascha“) gesetzt.
Dayan ist ein Befürworter der Errichtung und Aufrechterhaltung von israelischen Siedlungen im Westjordanland. Von 2007 bis 2013 war er der Vorsitzende des Jescha-Rates. Im Jahr 2013 trat er als Vorsitzender des Jescha-Rates zurück, um Benjamin Netanjahu als Ministerpräsident von Israel zu unterstützen. Daraufhin wurde er zum Chef der Auslandsvertretung des Jescha-Rates ernannt, als einziger offizieller Vertreter der israelischen Siedlungsbewegung in der internationalen Gemeinschaft.
Seine Artikel erschienen in zahlreichen Publikationen, darunter The New York Times, Los Angeles Times, The Boston Globe, USA Today, The Guardian, Breitbart, Haaretz, The Times of Israel und The Jerusalem Post.

## Diplomatische Karriere

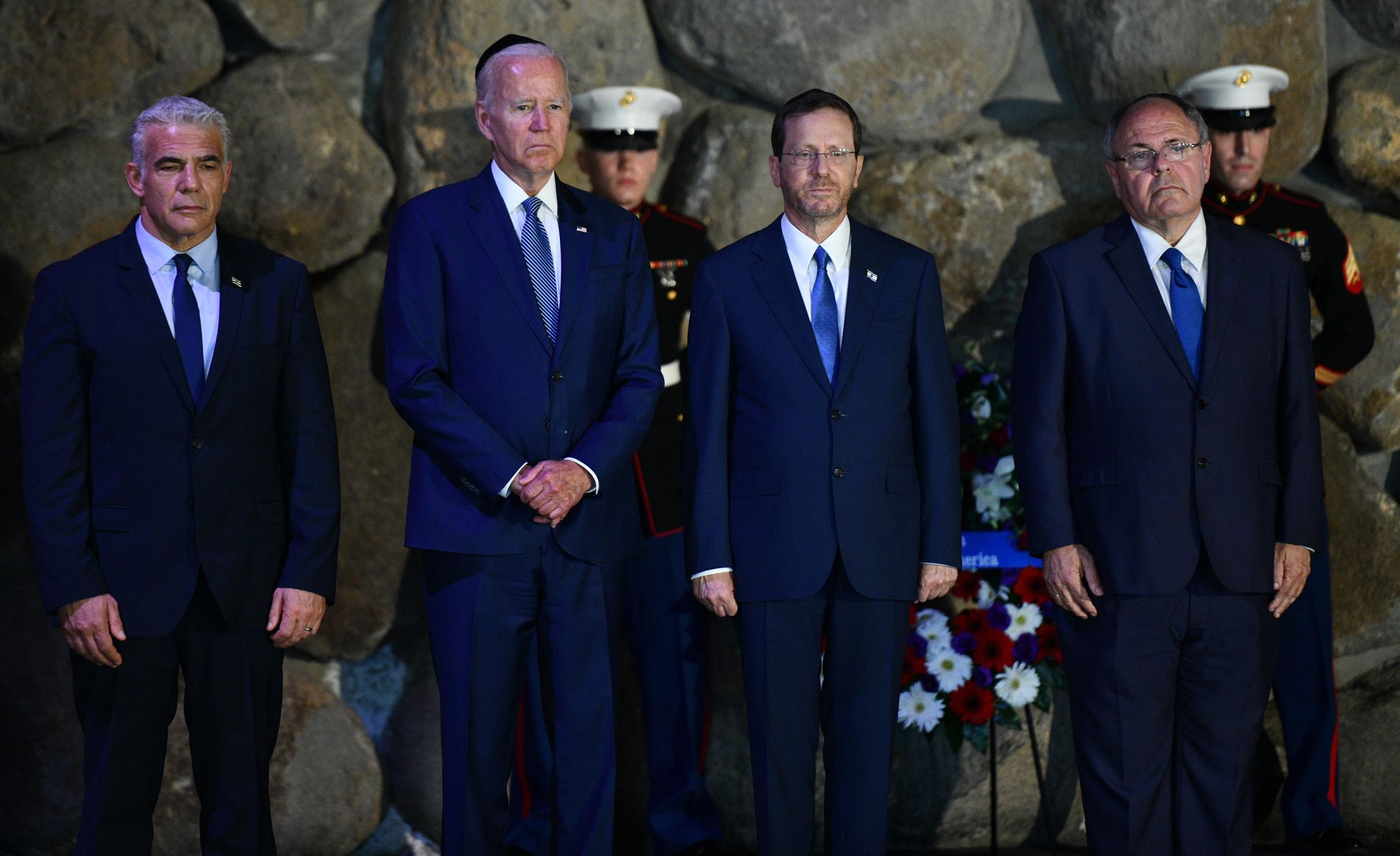
Jair Lapid, US-Präsident Joe Biden, Jitzchak Herzog und Dani Dayan beim Besuch von Yad Vashem im Juli 2022.

Im Jahr 2015 wurde Dayan von Premierminister Benjamin Netanjahu zum israelischen Botschafter in Brasilien ernannt. Die brasilianische Regierung verzögerte ihre Zustimmung zu Dayans Ernennung über Monate hinaus und löste damit eine diplomatische Krise zwischen den beiden Ländern aus. Im Januar 2016 veröffentlichten 40 pensionierte brasilianische Botschafter aus allen politischen Bereichen ein Manifest zur Unterstützung der brasilianischen Regierung. Das Widerstreben Brasiliens, Dayan als israelischen Botschafter zu bestätigen, führte zu einem diplomatischen Zerwürfnis zwischen den beiden Ländern. Im Dezember 2015 kündigte die stellvertretende israelische Außenministerin Tzipi Hotovely an, dass Schritte unternommen würden, um mehr Druck auf Brasilien auszuüben, damit es die Ernennung Dayans für den Posten billigt. Das Patt dauerte bis März 2016, als Israel Dayan stattdessen zum Generalkonsul von Israel in New York ernannte.

## Ansichten und Meinungen
Die New York Times beschrieb Dayan als „weltgewandt und pragmatisch“ und „den effektivsten Anführer, den die Siedler je hatten“ und viele halten ihn für das Gesicht der israelischen Siedlungsbewegung in der internationalen Gemeinschaft. Er ist gegen eine Zweistaatenlösung und glaubt, dass das Festhalten am Westjordanland im besten Interesse Israels ist.
Als Vorsitzender von Yad Vashem bezeichnete Dayan die von Regierungen in aller Welt betriebene Verzerrung des Holocaust als ernstes Problem und er sagte:
„Diese Regierungen würden zwar zugeben, dass der Holocaust stattgefunden habe, aber ihre Landsleute hätten nichts falsch gemacht“.

## Persönliches
Dani Dayan ist mit Einat Dayan verheiratet, einer ehemaligen politischen Aktivistin, die als Direktorin für Strategie, Marketing und Vertrieb an der Universität Ariel arbeitet. Ihre Tochter Ofir diente in der IDF-Sprechereinheit (hebräisch דובר צה"ל, Dover Tsahal), studierte an der Columbia University und ist wissenschaftliche Mitarbeiterin im „Diane and Guilford Glazer Israel-China Policy Center“ am „Israeli Institute for National Security Studies“ (INSS). Sein Vater Moshe, ein Cousin zweiten Grades von General Mosche Dajan, war in den frühen 1980er Jahren israelischer Botschafter in Guatemala.